# 森下孝三
森下 孝三（もりした こうぞう、1948年7月17日 - ）は、日本のアニメーションプロデューサー、演出家。東映アニメーション代表取締役会長、東映アニメーション音楽出版代表取締役社長。静岡県出身。血液型はO型。

## 人物
- 主に集英社と関係が深く、そのため人気ジャンプアニメ作品に出回ることが度々であった。演出も行う。
- 演出家としての師匠は、勝間田具治。勝間田の重厚な東映アクション路線を継承しつつ、そこに華麗さも加えた演出を得意とし、その作風は『聖闘士星矢』で大きく結実する。この作品でプロデューサーに転身し、森下の作風に加え、派手なカット割りや透過光をふんだんに用いた演出を得意とする弟子格の山内重保をメイン演出に重用した。『聖闘士星矢』放映終了後、『ドラゴンボール』のプロデューサーに就任するが、ここで星矢の演出、作画スタッフを投入したため、『ドラゴンボール』のアクションアニメ化に拍車がかかった要因となった。
- 近年は副社長として企業実務を中心に活動していたが、『手塚治虫のブッダ』でアニメ制作現場に復帰。初めて監督を担当した。本人によると「（かつて東映まんがまつりのトリを飾っていた様な）名作長編アニメ劇場映画の作り方を知っていたのは、今の東映アニメでは自分しかいなかったから」とのこと[1]。

## 経歴
- 1970年 東映動画（現・東映アニメーション）製作部に入社[1]
- 1988年 企画部に異動、プロデューサーとなる[1]
- 1998年11月 企画営業部企画営業室長兼企画者グループチーフプロデューサー[3]
- 2000年12月 企画営業部部長代理兼企画営業室長[3]
- 2002年6月 企画営業部長兼コンテンツ事業室長（役員待遇）[3]
- 2004年1月 国際部担当補佐兼企画営業部長兼コンテンツ事業室長（役員待遇）[3]
- 2004年6月 取締役兼国際部担当補佐兼企画営業部長[3]
- 2005年3月 取締役兼企画兼国際部担当補佐[3]
- 2006年6月 常務取締役[3]
- 2008年7月 常務取締役兼企画営業本部長[3]
- 2009年6月 取締役副社長[3]
- 2012年6月 取締役副会長[3]
- 2014年6月 取締役会長[3][4]
- 2017年8月 コヨーテ株式会社代表取締役会長[5]
- 2020年6月24日 東映アニメーション取締役会長退任、相談役就任[6]
- 2022年6月24日 東映アニメーション代表取締役会長就任[7]

## TVシリーズ
- アンデルセン童話 にんぎょ姫 演出助手
- エア・ギア 企画
- 宇宙空母ブルーノア 絵コンテ
- あしたの勇者たち 監督
- SF西遊記スタージンガー 演出
- 神様家族 企画
- わが青春のアルカディア 無限軌道SSX 演出
- 機甲艦隊ダイラガーXV チーフディレクター
- 銀色のオリンシス 企画
- キューティーハニー 演出
- キン肉マン 絵コンテ
- ゲゲゲの鬼太郎（第2期） 演出助手
- ゲッターロボ 演出
- 光速電神アルベガス シリーズディレクター
- 鋼鉄ジーグ 演出
- コンポラキッド シリーズディレクター
- 最終兵器彼女 企画
- 聖闘士星矢 シリーズディレクター→プロデューサー
  - 聖闘士星矢 黄金魂 -soul of gold- 企画
- タイガーマスク二世　チーフディレクター
- 大恐竜時代 演出
- 太極千字文 チーフプロデューサー
- 戦え!超ロボット生命体トランスフォーマー チーフディレクター
- 超人戦隊バラタック 演出
- 釣りバカ日誌 企画
- 帰って来たDr.スランプ アラレちゃんスペシャル 企画
  - Dr.スランプアラレちゃん‘92お正月スペシャル 企画
  - ドクタースランプ 企画
- ドラゴンボール 企画
  - ドラゴンボールZ 企画
  - ドラゴンボールGT 企画・絵コンテ
  - ドラゴンボール改 企画
  - ドラゴンボール超 企画
  - ドラゴンボールDAIMA 企画
- ビデオ戦士レザリオン シリーズディレクター、演出
- ボボボーボ・ボーボボ 企画
- マグネロボ ガ・キーン 演出
- マシュランボー 企画
- UFOロボ グレンダイザー 演出
- リングにかけろ 演出

## アニメ映画作品
- アシュラ 企画・監修・絵コンテ
- アレイの鏡 監督
- 聖闘士星矢 監督
  - 聖闘士星矢 神々の熱き戦い 企画
  - 聖闘士星矢 真紅の少年伝説 企画
- ドラゴンボールZ 企画
  - ドラゴンボールZ この世で一番強いヤツ 企画
  - ドラゴンボールZ 地球まるごと超決戦 企画
  - ドラゴンボールZ 超サイヤ人だ孫悟空 企画
  - ドラゴンボールZ とびっきりの最強対最強 企画
  - ドラゴンボールZ 激突!!100億パワーの戦士たち 企画
  - ドラゴンボールZ 極限バトル!!三大超サイヤ人 企画
  - ドラゴンボールZ 燃えつきろ!!熱戦・烈戦・超激戦  企画
  - ドラゴンボールZ 銀河ギリギリ!!ぶっちぎりの凄い奴  企画
  - ドラゴンボールZ 危険なふたり!超戦士はねむれない 企画
  - ドラゴンボールZ 超戦士撃破!!勝つのはオレだ 企画
  - ドラゴンボールZ 復活のフュージョン!!悟空とベジータ 企画
  - ドラゴンボールZ 龍拳爆発!!悟空がやらねば誰がやる 企画
  - ドラゴンボール 最強への道 企画
  - ドラゴンボールZ 神と神 企画
  - ドラゴンボールZ 復活の「F」 企画
- Dr.スランプ アラレちゃん んちゃ!ペンギン村より愛をこめて 企画 
  - Dr.スランプ アラレちゃん ほよよ!!助けたサメに連れられて… 企画
  - Dr.スランプ アラレちゃん んちゃ!!わくわくハートの夏休み 企画
  - ドクタースランプ アラレのびっくりバーン  企画
- Pink みずドロボウあめドロボウ 企画
- 剣之介さま 企画
- ドラゴンクエスト ダイの大冒険 企画
- トランスフォーマー ザ・ムービー アニメーション製作総指揮
- 手塚治虫のブッダ -赤い砂漠よ！美しく-  監督
- デジモンアドベンチャー tri. 企画
- 映画 おしりたんてい カレーなる じけん 製作総指揮

## ゲーム
- セガガガ
- Dr.スランプ

## 実写
- デビルマン 企画
- 最終兵器彼女 企画

## メディア出演

### ラジオ
- TOKYO M.A.A.D SPIN「ゆう坊＆マシリトのKosoKoso放送局」（J-WAVE） ※鳥嶋和彦がメインホストを務める番組
  - 2023年9月26日〈25日深夜〉 - 声優の野沢雅子と共にゲスト出演。『ドラゴンボール』の制作秘話などを語った[8]
  - 2025年3月30日〈29日深夜〉 - 声優の野沢雅子、小山茉美と共にゲスト出演。鳥山明の一周忌を迎え、思い出話を中心に語った[9]